# Діксон-Лейн-Медоу-Крік (Каліфорнія)
Діксон-Лейн-Медоу-Крік (англ. Dixon Lane-Meadow Creek) — переписна місцевість (CDP) в США, в окрузі Іньйо штату Каліфорнія. Населення — 2780 осіб (2020).

## Географія
Діксон-Лейн-Медоу-Крік розташований за координатами 37°23′11″ пн. ш. 118°24′55″ зх. д. / 37.38639° пн. ш. 118.41528° зх. д. (37.386388, -118.415273).  За даними Бюро перепису населення США в 2010 році переписна місцевість мала площу 8,70 км², уся площа — суходіл.

## Демографія
Згідно з переписом 2010 року, у переписній місцевості мешкало 2645 осіб у 1166 домогосподарствах у складі 724 родин. Густота населення становила 304 особи/км².  Було 1273 помешкання (146/км²).
Расовий склад населення:
| - 86,5 % — білих - 1,8 % — азіатів - 1,2 % — корінних американців - 0,2 % — чорних або афроамериканців - 0,1 % — вихідців з тихоокеанських островів - 8,1 % — осіб інших рас |

До двох чи більше рас належало 2,1 %. Частка іспаномовних становила 18,6 % від усіх жителів.
За віковим діапазоном населення розподілялося таким чином: 22,2 % — особи молодші 18 років, 54,1 % — особи у віці 18—64 років, 23,7 % — особи у віці 65 років та старші. Медіана віку мешканця становила 48,4 року. На 100 осіб жіночої статі у переписній місцевості припадало 93,6 чоловіків;  на 100 жінок у віці від 18 років та старших — 90,4 чоловіків також старших 18 років.
Середній дохід на одне домашнє господарство  становив 60 755 доларів США (медіана — 47 440), а середній дохід на одну сім'ю — 84 939 доларів (медіана — 75 368). Медіана доходів становила 65 463 долари для чоловіків та 51 250 доларів для жінок. За межею бідності перебувало 7,6 % осіб, у тому числі 10,6 % дітей у віці до 18 років та 10,1 % осіб у віці 65 років та старших.
Цивільне працевлаштоване населення становило 1101 осіб. Основні галузі зайнятості: освіта, охорона здоров'я та соціальна допомога — 27,0 %, мистецтво, розваги та відпочинок — 13,3 %, публічна адміністрація — 11,8 %, науковці, спеціалісти, менеджери — 11,5 %.